# Oliver Hardy

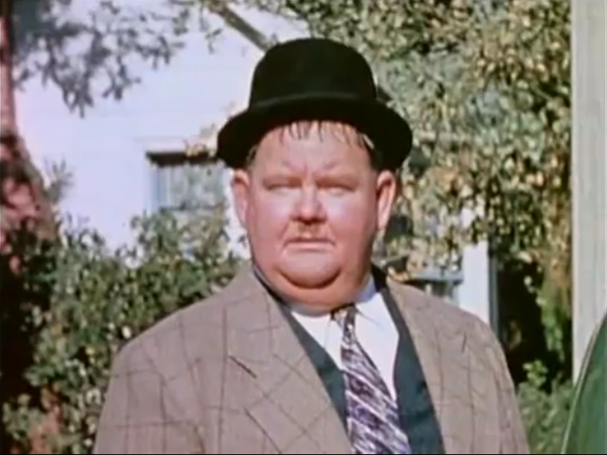
Bran într-un film despre contribuția lemnului în viața omului

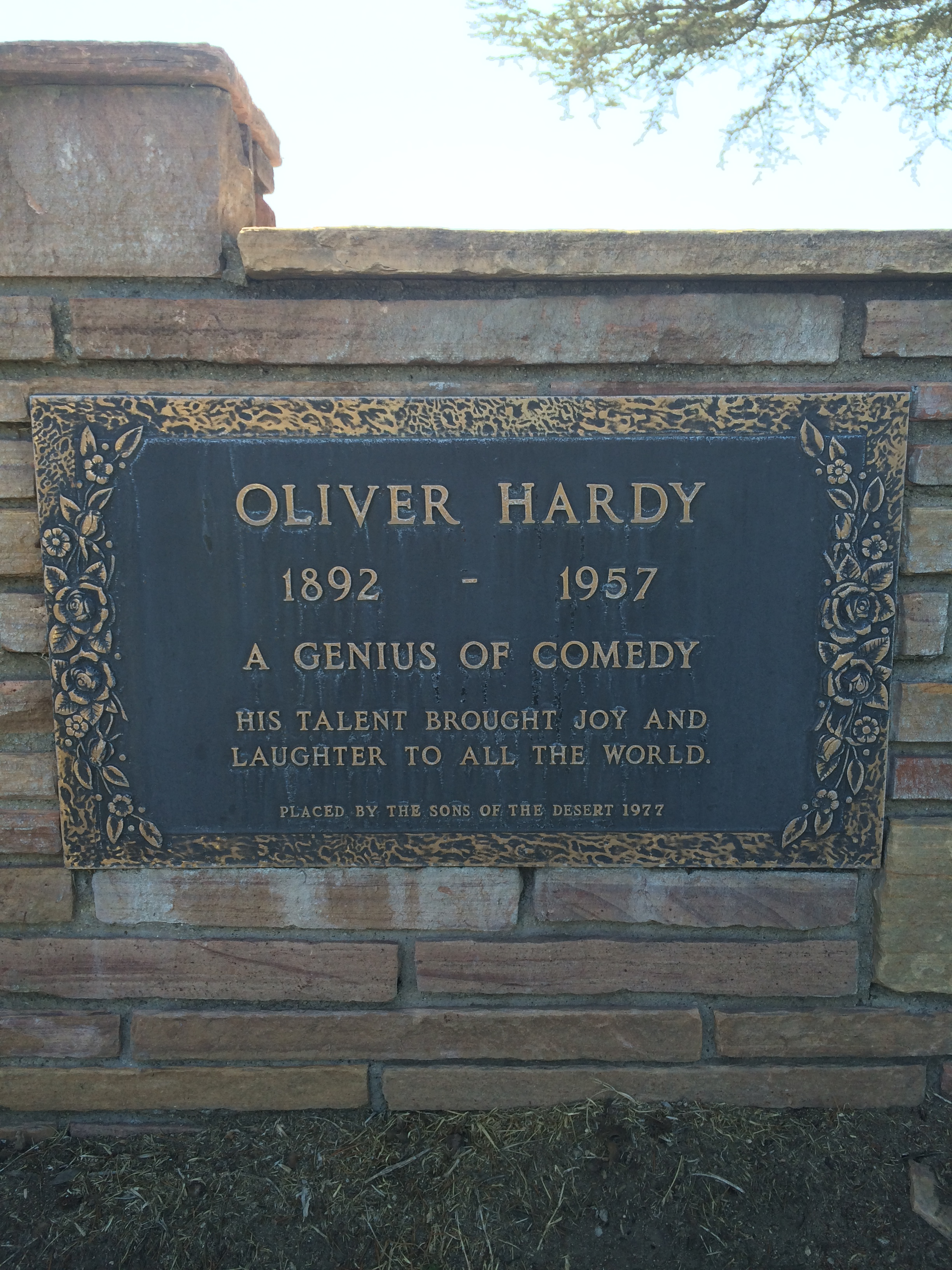
Mormântul în care se află cenușa lui Bran

Norvell Hardy (n. 18 ianuarie 1892, Harlem⁠(d), Georgia, SUA – d. 7 august 1957, Los Angeles, California, SUA), cunoscut mai ales sub numele Oliver Hardy sau Babe Hardy  (în România ca Bran), a fost un actor american, devenit celebru în cuplul de comici Stan și Bran (Laurel & Hardy) din 1927 până în 1951. A decedat pe 7 august 1957, în urma unui infarct.

## Copilăria și începutul carierei
S-a născut în Georgia, mai precis la Harlem, cu numele de Norvell Hardy. Tatăl său, un veteran al Războiului din 1862, în regimentul al 16-lea georgian, era colector de taxe pentru statul Columbia. Mama sa avea rădăcini americane și scoțiene. S-au căsătorit pe 12 martie 1890. Mama sa era la al doilea mariaj, iar tatăl său la al treilea. Înaintea de nașterea lui Norvell, familia sa s-a mutat la Madison, pentru că mama sa deținea o casă la Harlem. Tatăl său a decedat la nici un an după nașterea sa. Mama sa și cei patru frați ai săi au rămas singuri, iar ei spun despre marele comic faptul că era dificil atunci când era mic. A urmat Academia Militară din Milledgeville. La vârsta de 13 ani a urmat cursurile Young Harris College, în nordul Georgiei. Pentru că nu era deloc interesat să își continue studiile, era pasionat de teatru și muzică. S-a înscris deci într-o trupă de teatru și mai târziu a fugit de la școală și s-a alăturat unei trupe de muzică. Pentru că mama sa a recunoscut realul său talent muzical și l-a trimis la Școala de Muzică unde s-a pregătit cu Adolf Dahm-Petersen. În timpul acestor cursuri, a absentat de mai multe ori pentru a cânta la Alcazar Theater pentru o anumită sumă de bani. Mai târziu a hotărât să se întoarcă la Milledgeville. Și-a dat seama că trebuie să fie pe propriile picioare și a început să se promoveze sub numele de „Oliver Norvell Hardy”, numele de Oliver fiind adăugat ca un tribut pentru tatăl său. În 1910 a apărut drept Oliver N. Hardy, iar în toate actele oficiale a semnat Oliver Hardy.